# Varnell
Varnell es una ciudad ubicada en el condado de Whitfield en el estado estadounidense de Georgia. En el año 2000 tenía una población de 1 491 habitantes.

## Geografía
Varnell se encuentra ubicada en las coordenadas 34°53′58″N 84°57′52″O / 34.89944, -84.96444 (34.899367, -84.964573).
Según la Oficina del Censo, la localidad tiene un área total de 6,4 km² (2,5 mi²), de la cual 6,4 km² (2,5 mi²) es tierra y 0 km² (0 mi²) (0.00%) es agua.

## Demografía
Según la Oficina del Censo en 2000 los ingresos medios por hogar en la localidad eran de $46,875, y los ingresos medios por familia eran $48,674. Los hombres tenían unos ingresos medios de $34,000 frente a los $25,216 para las mujeres. La renta per cápita para la localidad era de $18,214. 